# Битва при Харистане
Битва при Харистане — сражение между арабской армией Омейядского халифата и силами Тюргешского каганата в декабре 737 года около города Харистан в Джузджане, восточный Хорасан (современный северный Афганистан). Омейяды во главе с губернатором Хорасана Асадом ибн Абдаллахом аль-Касри смогли застать врасплох тюргешского кагана Сулука и его союзника, арабского перебежчика аль-Хариса ибн Сурайджа.

## Предыстория
Арабские армии Омейядского халифата завоевали большую часть Трансоксианы в первые годы VIII века в рамках мусульманских завоеваний. С 720 года правлению Омейядов все чаще бросали вызов нападения тюркских кочевников тюргешей с севера и восстания местных князей. После крупного поражения в битве на перевале Тахтакарача в 731 году Омейяды потеряли контроль над большей частью Трансоксианы, одновременно в 734—736 годах аль-Харис ибн Сурайдж возглавил мятеж против правителей Халифата в самом Хорасане. Назначение опытного генерала Асада ибн Абдаллаха аль-Касри привело к поражению ибн Сураджа, но в 737 году попытка Асада восстановить контроль Омейядов над княжеством Хутталь завершилась фиаско, когда тюргеш напали на его армию. Хотя Асаду удалось спасти большую часть своих сил, он понес тяжелые потери и потерял большую часть своего обоза в битве за обоз. Асад удалился в Балх, оставив поле боя за тюргешами.

## Битва
Кампания 737 года складывалась катастрофично для Асада и его теперь в основном сирийской по составу армии. Власть Омейядов к северу от Окса полностью рухнула, и, хотя губернатору удалось избежать полного уничтожения, он понес значительные потери. Тюргеши остались Тохаристане, где к ним присоединился Ибн Сурайдж. Поскольку арабы обычно не проводили кампаний зимой, Асад демобилизовал своих людей. По совету Ибн Сурайджа тюргешский каган решился на зимнюю атаку на Нижний Тохаристан, надеясь поднять восстание местного населения против Омейядов. В этом начинании к нему присоединились не только Ибн Сурадж и его последователи, но и большинство князей Согдианы и Тохаристана.
Асаду сообщили об экспедиции Сулука вечером 7 декабря, когда в Балх пришла новость, что тюргеши и их союзники, численностью около 30 000 человек, находятся возле близлежащей крепости Джазза. Асад приказал зажечь сигнальные огни и мобилизовать свои сирийские войска, причем ему пришлось заплатить каждому войну по двадцать дирхамов, чтобы убедить их сражаться. Поначалу Асад отказывался обращаться за помощью к местным арабам-хорасани, указывая на уровень недоверия, существовавшего к тому времени между ними и представителями режима Омейядов. В конце концов, однако, он уступил и собрал 7 000 человек из числа хорасани. Тем временем Сулук атаковал Хульм, но после неудачного штурма направился к Пероз-Нахшеру. Обойдя Балх, тюргеши захватил столицу Джузджана, а затем разделились и разослали конные отряды во всех направлениях. Некоторые из них достигли Мерверруда в 350 км к юго-востоку от Балха. Возможно, это было сделано в поисках фуража, так как такая большая армия не могла обойтись без него в течение зимы. Но вопреки ожиданиям Ибн Сурайджа, правитель Джузджана принял сторону Асада, который, узнав об этих событиях от губернатора Хульма, решил вступить в бой с тюргешами.
Рассказ в ат-Табари о последующей битве путани, по мнению востоковеда Х. А. Р. Гибба, есть следы переписывания, но, похоже, Асаду удалось застать врасплох кагана и Ибн Сурайджа возле Харистана. По словам ат-Табари, Асад узнал о роспуске тюргешской армии, когда его авангард, 300 всадников под командованием Мансура ибн Салима аль-Баджали, столкнулся с тюргешской разведывательной группой такого же размера, разбил её и взял несколько тюргешских пленников. Асад двинулся вперед, разбив лагерь сначала в деревне ас-Сидра, затем в Харистане, пока наконец не достиг местности в 10-12 км от столицы Джузджана.
Согласно сообщению Амра ибн Мусы, переданному ат-Табари, Асад отдал общее командование аль-Касиму ибн Бухайту аль-Мураги, который поместил контингенты племен азд и тамим, а также войска правителя Джузджана, свою личную свиту (шакирия) и контингенты сирийских округов Филастин и Киннасрин на правом фланге, в то время как левый заняли войны из племени рабия и контингент из округов Хомс и Иордан. Мансур аль-Баджали командовал авангардом, усиленным войсками из Дамаска и личной свитой Асада. Каган, у которого было только 4 000 солдат, поместил Ибн Сурайджа и его последователей на парвый фланг, в то время как остальная часть его армии состояла из тюргешей и контингентов князей Трансоксианы — Согдианы, Шаша (Ташкента), Уструшаны, Хутталя и ябгу Тохаристана.
В последовавшем столкновении успех сначала сопутствовал тюргешам — силы Ибн Сурайджа прорвали линии арабов и даже достигли шатра Асада. Однако после нападения арабов с тыла, проведенного, по сообщениям, по предложению правителя Джузджана, тюргеши и их союзники побежали. Лагерь тюргешей также оказался под ударом, перед угрозой плена евнух зарезал жену кагана. В лагере Омейяды обнаружили богатые трофеи, захваченные тюргешами, в том числе 155 000 овец, серебряные изделия и мусульманских пленников. Сулуку едва удалось сбежать, его лошадь застряла в грязи, но преследовавшие бежавших с поля боя мусульмане не узнали его, и он был спасен Ибн Сурайджем.
Асад разделил добычу среди своих войнов, отправив плененных тюргешских женщин к местной иранской знати. Он оставался на месте своей победы в течение пяти дней, а затем вернулся в Балх через девять дней после отъезда. Оттуда он отправился в Джаззу, куда бежал каган. Сулук бежал перед лицом Омейядов, но арабам помешал сильный дождь и снег, что позволило кагану и Ибн Сурайджу скрыться в Верхнем Тохаристана, откуда они двинулись в Уструшану. Асад и его офицеры один за другим захватили или уничтожили отряды тюргешей, оставшихся в Хорасане, и лишь нескольким согдийцам удалось бежать через Окс.

## Последствия
Историк Х. А. Р. Гибб писал об этой битве: «В этой стычке в Харистане на кону стояла судьба арабского господства не только в Трансоксиане, но, возможно, даже в Хорасане, по крайней мере, в ближайшем будущем. Харистан был не только поворотным пунктом в судьбе арабов в Центральной Азии, он дал толчок к падению власти тюргешей и будущему заговору против их правителя Сулука».
Решение Асада противостоять кагану и мудрый стратегический выбор сделать Балх своей штаб-квартирой окупились и позволили ему спасти ситуацию, которая после нескольких поражений от тюргешей казалась безнадежной. Считается, что омейядский халиф Хишам ибн Абдул-Малик (724—743) даже не поверил первым известиям о победе Асада. Победа при Харистане укрепила арабские позиции в Хорасане и особенно в Тохаристане, где местные правители, несомненно, перешли бы на сторону тюргешей, если бы Сулук победил. И напротив, поражение ударило по авторитету Сулука и, возможно, сыграло свою роль в его убийстве в начале 738 года, хотя соперничество между тюргешами, раздуваемое китайским двором, было главным факторов в нём. Тюргешский каганат рухнул и перестал быть серьёзной угрозой Омейядам в регионе. Таким образом, битва при Харистане считается поворотным моментом для мусульманского господства в Центральной Азии.
При преемнике Асада, Насре ибн Сайяре, армии Омейядов вернули большую часть Трансоксианы, а после Таласской битвы в 751 году и смуте в Китае мусульманское господство в регионе вновь было обеспечено. Тем не менее потери, понесенные сирийцами под командованием Асада в ходе кампании 737 года в Хуттале, имели серьёзное значение в долгосрочной перспективе, поскольку сирийская армия была опорой режима Омейядов. Её численное сокращение в Хорасане означало, что арабы, родившиеся там, больше не могли полностью контролироваться силой. Это открыло путь не только для назначения коренного хорасани губернатором провинции (в лице Насра ибн Сайяр), но и, в конечном итоге, для начала революции Аббасидов и падения халифата Омейядов.